# سرخوشی (فیلم ۲۰۱۷)
سرخوشی (انگلیسی: Euphoria) یک فیلم درام به کارگردانی لیسا لانگست محصول سال ۲۰۱۷ است.

## بازیگران
- آلیسیا ویکاندر
- اوا گرین
- شارلوت رمپلینگ
- چارلز دنس
- ادرین لستر
- مارک استنلی